# Luigi Pezzuto
Luigi Pezzuto (Squinzano, Província de Lecce, Itália, 30 de abril de 1946) é um clérigo italiano, arcebispo católico romano emérito e diplomata da Santa Sé.
Em 25 de setembro de 1971, Luigi Pezzuto recebeu o Sacramento da Ordem pela Arquidiocese de Lecce. Ele recebeu seu doutorado em teologia católica.
Em 1º de abril de 1978, Luigi Pezzuto ingressou no serviço diplomático da Santa Sé. Serviu nas Nunciaturas Apostólicas em Gana, Paraguai, Papua Nova Guiné, Brasil, Senegal, Ruanda e Portugal. Luigi Pezzuto tornou-se encarregado de negócios nas Nunciaturas Apostólicas na República do Congo e no Gabão em 18 de outubro de 1995.
Em 7 de dezembro de 1996, o Papa João Paulo II o nomeou Arcebispo Titular de Turris in Proconsulari e o nomeou Núncio Apostólico na República do Congo e no Gabão. O Papa o consagrou pessoalmente como bispo em 6 de janeiro de 1997; os co-consagradores foram o funcionário da Secretaria de Estado da Santa Sé, Dom Giovanni Battista Re, da Cúria, e o secretário da Congregação para as Igrejas Orientais, Dom Miroslaw Marusyn. Em 22 de maio de 1999, o Papa João Paulo II o nomeou Núncio Apostólico na Tanzânia. Luigi Pezzuto foi nomeado Núncio Apostólico em El Salvador em 2 de abril de 2005. Em 7 de maio de 2005, o Papa Bento XVI o nomeou também Núncio Apostólico em Belize. Em 17 de novembro de 2012, foi nomeado Núncio Apostólico na Bósnia-Herzegovina e Montenegro.
Em 16 de janeiro de 2016, o Papa Francisco também o nomeou Núncio Apostólico em Mônaco. Com a nomeação de seu sucessor Antonio Arcari, seu cargo de núncio em Mônaco terminou em 25 de maio de 2019.

Em 31 de agosto de 2021, o Papa Francisco aceitou sua aposentadoria por motivos de idade.